# Victoria (La Laguna)
Victoria es un municipio filipino de cuarta clase, perteneciente a la provincia de La Laguna, en la región de Calabarzon.

## Organización territorial
Se divide en nueve barangayes, a saber:
- Banca-banca
- Daniw
- Masapang
- Nanhaya
- Pagalangan
- San Benito
- San Félix
- San Francisco
- San Roque

## Demografía
En 2020, tenía censados 43 408 habitantes.